# Ратнасімха
Ратнасімха (гінді रतन सिंह; д/н — 1303) — магаравал Мевару в 1301—1303 роках. Відомий також як Ратан Сінґх I.

## Життєпис
Походив з династії Гухілотів, старшої гілки Равал, молодшої лінії Кумарасімхи. Син Самарасімхи. Посів трон 1301 року. 1302 року храму Даріба було подаровано 16 драм (монет). 28 березня 1303 року делійський султан Алауддін Хілджі виступив проти Ратнасімху, продовжуючи політику ліквідації незалежних князівства Раджпутани. Згідно з легендами, однією з причин завоювання було бажання султана захопити дружину правителя Мевару — Рані Падміні, також відому як Падмаваті
Облога столиці — Читтору — тривала 8 місяців. Захисники фортеці чинили сильний опір. Читтор було атаковано двічі, і обидва рази завойовники зазнали поразки. Ратнасімха загинув під час облоги, проте захисники продовжували чинити спротив. Читтор впав 26 серпня 1303 року. Аллауддін наказав стратити близько 30 тисяч захисників. Щоб не дістатись ворогам, жінки на чолі з Рані Падміні здійснюють обряд самоспалення джаугар. Деякі вважають, що це історичний міф, оформлений в подальшому письменниками.
Князівство Мевар і панування старшої гілки Равал династії Гухілота припинило своє існування. зелі було передано Маладеві з клану Сонагара, який перед тим вже отримав у володіння Джалор. Державу було відновлено лише 1326 року Хамір Сінґхом, раджою Сесодія з гілки Рана.